# ウェス・クレイヴンズ ザ・リッパー
『ウェス・クレイヴンズ ザ・リッパー』（原題：My Soul to Take）は、2010年のアメリカのスプラッター映画。日本ではビデオスルーとして、2011年8月3日にDVD・BDが発売された。

## ストーリー
7人の人格を抱える殺人鬼リッパーは、重傷を負って逮捕された際、自分の命日に生まれた7人の子供を殺害すると言い残して姿をくらました。
それから十数年後、リッパーが死亡したとされる日に生まれた7人のティーンエイジャー達は、一人ずつ何者かに殺されていった。
その中の一人であるバグは身の危険を感じ、仲間たちとともに真犯人を探すことにした。

## キャスト
| 役名       | 俳優                       | 日本語吹替 |
| ---------- | -------------------------- | ---------- |
| バグ       | マックス・シエリオット     | 細谷佳正   |
| ブランドン | ニック・ラシャウェイ       | 小松史法   |
| アレックス | ジョン・マガロ             | 林勇       |
| ブリタニー | ポーリーナ・オルシンスキー | 嶋村侑     |
| ジェローム | デンゼル・ウィテカー       | 武田幸史   |
| ペネロペ   | ジーナ・グレイ             | うえだ星子 |
| アベル     | ラウル・エスパーザ         |            |
| ジェイ     | ジェレミー・チュー         |            |
| ファング   | エミリー・ミード           |            |